# (35705) 1999 FK17
1999 FK17 (asteroide 35705) é um asteroide da cintura principal. Possui uma excentricidade de 0.10362660 e uma inclinação de 5.66333º.
Este asteroide foi descoberto no dia 23 de março de 1999 por Spacewatch em Kitt Peak.